# Marleny Contreras
Marleny Josefina Contreras Hernández (Los Teques,  14 de junio de 1968) es una ingeniera y política venezolana, esposa de Diosdado Cabello. Actualmente es diputada de la Asamblea Nacional para el periodo 2021-2026 por el estado Monagas. Anteriormente fue ministra para Obras Públicas hasta el 12 de agosto de 2019 de Venezuela. También  fue ministra del Poder Popular para el Turismo.

## Vida
Marleny es esposa desde el 12 de agosto de 1989 del expresidente de la Asamblea Nacional (AN) y Asamblea Nacional Constituyente (ANC), exvicepresidente de Venezuela y actual vicepresidente del Partido Socialista Unido de Venezuela (PSUV), Diosdado Cabello. Tienen tres hijos: David, Daniella Cabello y Tito.
Es ingeniera civil y trabajó como Gerente de Recaudación del Seniat.
Contreras fue diputada de la Asamblea Nacional por el Estado Miranda hasta el 2015 donde formó parte de la comisión permanente de Finanzas y Desarrollo Económico.
El 14 de junio de 2018 es designada ministra del Poder Popular para Obras Públicas.
El 7 de abril de 2015 fue nombrada ministra de turismo del gobierno venezolano por el presidente Nicolás Maduro.